# 賞金総額3億円!モンスト運極ルーレット
賞金総額3億円!モンスト運極ルーレット（しょうきんそうがく3おくえん モンストうんきょくルーレット）は、2018年10月13日に行われたイベント。

## 概要
ゲームアプリ「モンスターストライク」のサービス開始5周年企画によって行われたもの。

## 内容・ルール
モンスターストライクに登場するモンスターがデザインされた40もの（1-40）数字のマスと5つの運極マスで構成されたマスを決定する。
詳細
- 1投目:ハイ&ロー
  - 21-40（ハイ）or 1-20（ロー）の中から決定。
  - 当選オーブ:2倍
- 2投目:縦列（属性色）
  - 火（1・6・11・16・21・26・31・36） 水（2・7・12・17・22・27・32・37） 木（3・8・13・18・23・28・33・38） 光（4・9・14・19・24・29・34・39） 闇（5・10・15・20・25・30・35・40）のマスの中から決定。
  - 当選オーブ:5倍
- 3投目:横列（5刻みの数字）
  - 1-5 or 6-10 or 11-15 or 16-20 or 21-25 or 26-30 or 31-35 or 36-40 の中から決定。
  - 当選オーブ:8倍
- 4投目:1つの数字
  - 1-40 の中から決定。
  - 当選オーブ:40倍

## 予想・投票
モンスターストライクをインストールしているユーザーで40ものマスの中からどのマスに当たるかの投票が行われた。投票にはゲーム内のアイテムであるオーブ10個（無償配布分）の中から4投分の好きな数を10個まで（1投分につき最低1個）投資することで投票に参加ができた。投票後の変更は不可。的中した場合は、先述した投票分のオーブの倍の数がプレゼントされ、投票後にランダムで決定された3体のモンスターを決定するボーナスチャンス「ヤババチャンス」で2体当たった場合は1万円がギフトコードで、3体当たった場合は30万円が現金で贈られた。予想が外れた参加ユーザーにはアイテム「スタミナミン」が投票したオーブの数だけプレゼントされた。
投票は2018年10月10日24時〜2018年10月13日17時59分までの期間に行われた。

## 放送
本番当日である2018年10月13日の夜7時よりYouTubeLIVE、TwitterLIVE、AbemaTVで生中継した。
- MC：小沢一敬（スピードワゴン）
- アシスタント：足立梨花